# 투어흐
투어흐(아일랜드어: tuath, 중세 아일랜드어: túath 투흐)는 중세 아일랜드에서 왕국보다 작은 정체다. 다른 문화권의 소왕국에 해당한다. 복수형은 투어허(아일랜드어: tuatha [t̪ˠuːəhə], 중세 아일랜드어: túatha 투허).  그 어원은 고대 아일랜드어로, 본래 "족속", "국민"을 의미한다. 웨일스어와 브르타뉴어의 tud, 갈리시아어의 toudo, 게르만조어 þeudō 와도 어원이 통한다.
"투어흐"라는 말은 지리적 영토이자 동시에 그 영토에 사는 거주민을 가리키는 말이다.
고대 아일랜드에서 한 가정은 30여 명으로 이루어졌다. 이런 가정이 100개 모인 트리허 케트는 "30이 100 개"라는 뜻으로, 대략 3,000 명에 해당한다. 투어흐는 트리허 케타 여러 개가 연합되어 형성되었으며, 즉슨 적어도 6,000 명 이상의 사람들로 이루어졌다. 단순 계산은 이렇고, 실제로는 9,000 명 정도가 현실적인 하한선이었을 것이다.
현대 아일랜드어로 "투어흐"라고 하면 시골지역(countryside)이라는 뜻이다.

## 같이 보기
- 아일랜드계 왕국 목록
- 아일랜드의 역사